# Форхтенштайн
Форхтенштайн (нім. Forchtenstein) — громада округу Маттерсбург у землі Бургенланд, Австрія.
Форхтенштайн лежить на висоті  343 м над рівнем моря і займає площу  16,6 км². Громада налічує 2799 мешканців. 
Густота населення 169/км².  
Місце найвідоміше завдяки замку Форхтенштейн, який розташований на схилі над долиною Вулка і його видно здалеку. 
|                                       |
| Форхтенштайн на мапі округу та землі. |

 Адреса управління громади:  7212 Forchtenstein. 

## Демографія
Історична динаміка населення міста за даними сайту Statistik Austria

## Виноски
1. ↑  Dauersiedlungsraum der Gemeinden Politischen Bezirke und Bundesländer - Gebietsstand 1.1.2018 — Статистичне управління Австрії.
2. ↑  Einwohnerzahl 1.1.2018 nach Gemeinden mit Status, Gebietsstand 1.1.2018 — Статистичне управління Австрії.
3. ↑  www.gemeindeforchtenstein.at. Архів оригіналу за 10 травня 2021. Процитовано 5 квітня 2022.
4. ↑  Castle Forchtenstein. Der offizielle Reiseführer für das Burgenland | Urlaub in Österreich. Процитовано 11 липня 2024.
5. ↑  Gemeindedaten von Forchtenstein. Архів оригіналу за 29 вересня 2007. Процитовано 3 листопада 2013.

| Австрія | Це незавершена стаття з географії Австрії. Ви можете допомогти проєкту, виправивши або дописавши її. |